# Finale League Cup 2002
De finale van de League Cup van het seizoen 2001/02 werd gehouden op zondag 24 februari 2002. Blackburn Rovers nam het op tegen Tottenham Hotspur. Het duel werd met 2-1 gewonnen door Blackburn, dat nochtans aanvoerder Garry Flitcroft miste wegens een schorsing. Spurs-middenvelder Tim Sherwood kwam tegenover zijn ex-club te staan. Sherwood was jarenlang aanvoerder van Blackburn en veroverde de Engelse landstitel met Blackburn in 1995. In de winter van 1999 transfereerde hij naar Spurs, dat over de (ex-)internationals Les Ferdinand, Darren Anderton en Teddy Sheringham beschikte. De Amerikaanse doelman Brad Friedel werd na afloop verkozen tot man van de wedstrijd.

## Finale

### Wedstrijd
|                              |                     |       |                   |                                                                              |
| 24 februari 2002 15:00 UTC+1 | Blackburn Rovers    | 2 – 1 | Tottenham Hotspur | Millennium Stadium, Cardiff Toeschouwers: 72.500 Scheidsrechter: Graham Poll |
| 24 februari 2002 15:00 UTC+1 | Jansen 25' Cole 68' |       | 33' Ziege         | Millennium Stadium, Cardiff Toeschouwers: 72.500 Scheidsrechter: Graham Poll |

| Blackburn Rovers | Tottenham Hotspur |

| Blackburn Rovers: |    |                     |     |
|                   |    |                     |     |
| GK                | 1  | Brad Friedel        |     |
| RB                | 14 | Nils-Eric Johansson |     |
| CB                | 28 | Martin Taylor       |     |
| CB                | 4  | Henning Berg        |     |
| LB                | 5  | Stig Inge Bjørnebye |     |
| RM                | 18 | Keith Gillespie     | 75' |
| CM                | 8  | David Dunn          |     |
| CM                | 12 | Mark Hughes         |     |
| LM                | 11 | Damien Duff         |     |
| CF                | 10 | Matt Jansen         | 74' |
| CF                | 9  | Andy Cole           |     |
| Wisselspelers:    |    |                     |     |
| GK                | 27 | Alan Miller         |     |
| DF                | 2  | John Curtis         |     |
| MF                | 15 | Craig Hignett       | 75' |
| MF                | 16 | Alan Mahon          |     |
| FW                | 17 | Yordi               | 74' |
| Coach:            |    |                     |     |
| Graeme Souness    |    |                     |     |

| Tottenham Hotspur: |    |                  |            |
|                    |    |                  |            |
| GK                 | 1  | Neil Sullivan    |            |
| RB                 | 3  | Mauricio Taricco | 79'        |
| CB                 | 6  | Chris Perry      |            |
| CB                 | 26 | Ledley King      |            |
| LB                 | 18 | Ben Thatcher     |            |
| RM                 | 7  | Darren Anderton  |            |
| CM                 | 8  | Tim Sherwood     | Kreeg geel |
| CM                 | 14 | Gustavo Poyet    | 84'        |
| LM                 | 23 | Christian Ziege  | Kreeg geel |
| CF                 | 10 | Teddy Sheringham |            |
| CF                 | 9  | Les Ferdinand    |            |
| Wisselspelers:     |    |                  |            |
| GK                 | 13 | Kasey Keller     |            |
| DF                 | 30 | Anthony Gardner  |            |
| MF                 | 29 | Simon Davies     |            |
| FW                 | 11 | Serhij Rebrov    |            |
| FW                 | 16 | Steffen Iversen  | 74'        |
| Coach:             |    |                  |            |
| Glenn Hoddle       |    |                  |            |